# My Hero Academia: You're Next
My Hero Academia: You're Next (僕のヒーローアカデミア THE MOVIE ユア ネクスト?, Boku no Hīrō Akademia za Mūbī: Yuā Nekusuto) è un film del 2024 diretto da Tensai Okamura. È il quarto film anime ispirato alle serie manga ed anime My Hero Academia di Kōhei Horikoshi. Il film è stato proiettato per la prima volta in Giappone il 2 agosto 2024.

## Trama
Il capo della famiglia mafiosa dei Gollini, Valdo, assiste alla battaglia finale di All Might contro All For One, e alla sua dichiarazione finale di "il prossimo sei tu", dedicandosi ad assumere il mantello come prossimo "Simbolo della Pace". All'indomani della Guerra di Liberazione Paranormale, gli studenti della Classe 1-A (con l'eccezione di Yuga Aoyama) si dirigono per le strade del Giappone per rintracciare i Jailbreakers. Durante uno scontro, Izuku Midoriya tenta di salvare una ragazza, Anna Scervino, ma quando la tocca, ha visioni di rose e riceve una scossa di dolore che lo respinge. Un uomo con una benda sull'occhio e un braccio meccanico, Giulio Gandini, appare all'improvviso e tenta di sparare ad Anna, ma viene fermato da un uomo, Bruno Gollini, che può creare bolle per rallentare il tempo.
Presto appare una fortezza volante, che trasporta il resto della famiglia Gollini, incluso Valdo, che si presenta come "il prossimo All Might", scioccando tutti per la sua inquietante somiglianza con l'ex eroe. Dopo aver toccato Anna, Valdo usa il suo Quirk ora molto potenziato per consumare tutto ciò che si trova nelle vicinanze in un globo di luce, inclusa la Classe 1-A, trasformando la fortezza in un'enorme struttura con molti ambienti diversi. Valdo quindi contattò All Might alla U.A. per informarlo dei suoi piani per "salvare il Giappone", con All Might che lo rimproverò per aver preso i suoi ideali e averli distorti per diffondere l'oscurità; in risposta, Valdo decide di soprannominarsi "Dark Might".
Izuku e alcuni dei suoi compagni di classe si svegliano in una foresta e indagano fino a quando Izuku non viene separato e finisce in una zona di montagna dopo che il suo Quirk smette improvvisamente di funzionare. Incontra quindi Giulio, che combatte gli assalitori che tentano di ucciderlo, prima di permettere a malincuore a Izuku di accompagnarlo. Entrano in un'altra area dove Izuku trova il membro dei Gollini responsabile della cancellazione del Quirk in una cupola, Paulo, e lo sconfigge. Dark Might arriva e mette prontamente fuori combattimento Izuku con la sua incredibile forza, e punisce Paulo per il suo fallimento facendolo cadere nel vuoto. Giulio salva Izuku e loro escono.
Alla fine si dirigono verso un'area della città, dove uno dei Gollini, Deborah, ha usato il suo Day Dream Quirk su tutti i civili, inclusa la maggior parte degli studenti di Classe 1-A, costringendoli tutti a toccare Anna, con la maggior parte che ha perso i sensi dopo. Anche Izuku e Giulio subiscono il lavaggio del cervello, ma le vestigia di One For All liberano Izuku dalla sua ipnosi. Izuku è quindi in grado di far svegliare Giulio mentre Deborah tenta di ucciderlo usando un civile a cui è stato fatto il lavaggio del cervello, permettendogli di rompere il controllo del suo Quirk su tutti. Mentre si riunisce con Anna, Giulio tenta ancora una volta di spararle, ma Izuku lo ferma, permettendo ai Gollinis di fuggire con lei.
Giulio rivela che il Quirk di Anna è "Ipermodificazione": toccando le persone può migliorare notevolmente le loro capacità, ma solo per alcune persone compatibili, mentre altre provano un dolore intenso. Il Quirk di Giulio, "Neutralizzazione", gli permette di neutralizzare temporaneamente il suo Quirk, che è ciò che lo ha portato ad essere assunto dalla ricca famiglia Scervino per prendersi cura di Anna. Tuttavia, la famiglia Gollini venne a conoscenza del Quirk di Anna, uccise l'intera famiglia Scervino e rapì Anna. Giulio rivela inoltre che il Quirk di Anna raggiungerà un punto di Singolarità Quirk dopo un uso eccessivo e che il suo Quirk è stato reso inutilizzabile, dopo aver perso il braccio destro durante l'attacco dei Gollini. Giulio deve mantenere una promessa che ha fatto ad Anna anni prima: ucciderla se il suo Quirk va fuori controllo. Izuku e il resto dei suoi compagni di classe sono fermi nel credere che ci sia un modo per salvarla mentre preparano un contrattacco.
Mentre la maggior parte della Classe 1-A combatte contro un esercito di mostri creati dalla fortezza e aiuta i civili a evacuare, Izuku, Katsuki Bakugo e Shoto Todoroki, oltre a Giulio, affrontano Dark Might e salvano Anna. Nel frattempo, la fortezza si dirige verso la U.A., così gli eroi guidati da Endeavour respingono la fortezza mentre salvano le persone in fuga. Mentre Bakugo e Shoto si occupano di due Gollini, Izuku e Giulio arrivano da Dark Might, che usa il suo Quirk "Alchemy" potenziato per simulare gli attacchi di All Might e travolge Izuku; Deborah usa Anna per uccidere Giulio, ma Giulio riesce a sconfiggerla di nuovo e nel frattempo tenta di raggiungere Anna. Alla fine, Izuku viene raggiunto da Bakugo e Shoto, e i tre sconfiggono Dark Might, rivelando il suo vero volto.
Tuttavia, il Quirk di Anna inizia a impazzire, causando il deterioramento della fortezza e Dark Might si trasforma in una creatura mostruosa. Giulio aiuta Anna, mentre i tre studenti sconfiggono Dark Might, con Izuku che usa i suoi attacchi Smash finali per distruggere la fortezza. Proprio in questo momento, Giulio si rivela compatibile con Anna, causando il sovraccarico del suo Quirk sulla sua Neutralizzazione, neutralizzando permanentemente il suo Quirk e rendendo Anna senza Quirk. Mentre tutti si riprendono dalla battaglia, Giulio dice ad Anna che non ha più bisogno di stare attento a lei poiché il contratto è stato rispettato. Anna confessa che ora possono essere uguali e chiede a Giulio di stare con lei per il resto della loro vita, cosa che lui accetta.
Altrove, All For One, che è fuggito dalla prigione Tartaros, attende pazientemente, mentre Shigaraki Tomura si risveglia.

## Produzione
Nell'agosto 2023, un evento teatrale per la sesta stagione dell'anime annunciò che un quarto film era in produzione. Nel dicembre 2023, venne annunciato che il film era previsto per un'uscita nell'estate 2024, con Kōhei Horikoshi responsabile del supervisore generale e del character design originale. Nel gennaio 2024, furono rivelati il titolo e la data di uscita, così come lo staff con Tensai Okamura che sostituiva Kenji Nagasaki come regista, mentre lo staff di ritorno includeva Yōsuke Kuroda come scrittore e Yoshihiko Umakoshi come character designer.

## Distribuzione
Il film è uscito nelle sale cinematografiche giapponesi il 2 agosto 2024, mentre in quelle italiane dal 10 ottobre 2024, distribuito da Crunchyroll in collaborazione con Sony Pictures Entertainment.